# Tumanggal
Tumanggal is een bestuurslaag in het regentschap Purbalingga van de provincie Midden-Java, Indonesië. Tumanggal telt 3529 inwoners (volkstelling 2010).